# كيفن ماثيوز
كيفن ماثيوز (بالإنجليزية: Kevin Matthews)‏ هو لاعب كرة قدم أمريكية أمريكي، ولد في 4 فبراير 1987 في شوجر لاند في الولايات المتحدة.

## وصلات خارجية
- كيفن ماثيوز على موقع مرجع كرة القدم المحترفة.كوم (الإنجليزية)